# Славков, Георгий
Георгий Сла́вков (болг. Георги Славков; 11 сентября 1958, Мусомишта, Община Гоце Делчев — 21 января 2014, София) — болгарский футболист, нападающий. Обладатель «Золотой бутсы» 1981 года. В составе сборной Болгарии сыграл 30 матчей и забил 12 мячей.

## Карьера
Начинал карьеру в «Тракии» из Стамболийски, а в 1973 году перешёл в плодивскую «Тракию», за которую в период с 1976 по 1982 год забил 61 гол в 112 матчах. В сезоне чемпионата Болгарии 1980/81 Славков забил 31 гол в 23 играх и стал как лучшим бомбардиром турнира, так и обладателем «Золотой бутсы».
В 1982 году перешёл в софийский ЦСКА, за который за 4 сезона отметился 48 мячами. Также играл за французский «Сент-Этьен» и португальский «Шавеш», а последний сезон в карьере провёл, защищая цвета «Ботева» из Плодива (бывшую «Тракию»).
За сборную Болгарии Георгий сыграл 30 матчей и забил в них 12 голов.
Скончался 21 января 2014 года после сердечного приступа. В 2015 году его именем был назван городской стадион города Стамболийски

## Достижения

### Клубные
«Ботев» Плодив
- Обладатель кубка Болгарии: 1980/81

ЦСКА (София)
- Чемпион Болгарии: 1982/83
- Обладатель кубка Болгарии: 1984/85
- Обладатель кубка Красной Армии (2): 1984/85, 1985/86

### Индивидуальные
- Лучший бомбардир чемпионата Болгарии: 1980/81 (31 гол)
- Золотая бутса: 1981